# 瓦尔迪登特罗
瓦尔迪登特罗（義大利語：Valdidentro），是意大利松德里奥省的一个市镇。总面积244平方公里，人口4033人，人口密度16.5人/平方公里（2009年）。国家统计（ISTAT）代码为014071。